# Achim Konejung

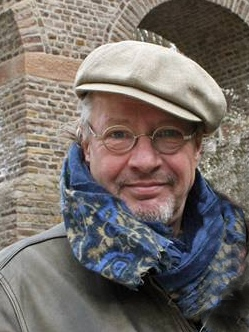
Achim Konejung 2016

Achim Konejung (* 14. März 1957 in Krefeld) ist ein deutscher Autor, Musiker und Kabarettist. Konejung wohnt seit 1994 im Vettweißer Ortsteil Müddersheim (Kreis Düren).

## Werdegang
Er wuchs in Siegen und Antwerpen auf. Sein erstes Kabarett-Solo, die Eddie-Elend-Show, feierte 1981 in Wien Premiere.
In den 1980er Jahren lebte Konejung in Hamburg und spielte dort neben Soloprogrammen unter anderem auch an der Seite von Horst Schroth und Michael Batz (zum Beispiel in der damals bundesweit tourenden „Volkszählungsrevue“). Später wurde er Mitbegründer des legendären Reichspolterabends. Für seine „Verdienste um den deutschen Humor“ wurde er 1990 – zusammen mit Horst Schroth – mit dem Deutschen Kleinkunstpreis ausgezeichnet und 1997 mit dem Deutschen Kabarettpreis.
Heute macht Achim Konejung u. a. literarische Buchbesprechungen für den WDR. Er ist auch Vorsitzender im Vorstand der Konejung Stiftung: Kultur, einer gemeinnützigen Kulturstiftung, die Projekte durchführt, in denen Kultur und Geschichte in außergewöhnlichem Rahmen zusammengeführt werden.
Am 27. November 2007 stellte er seinen Dokumentarfilm über die Schlacht im Hürtgenwald vor, in den er bisher unveröffentlichtes Rohmaterial aus den USA einbaute.
Im November 2010 veröffentlichte die Konejung-Stiftung den zweiten Teil zum Dokumentarfilm vom November 2007 mit dem Titel You enter Germany 2. In diesem Film wurde Rohmaterial des US Signal Corps gezeigt, was für die Erstellung des ersten Teiles gesichtet worden war.
Seit 2014 geht Konejung mit dem Kabarettisten Hubert vom Venn auf Tournee.

## Bühnenprogramme
- 1981: Die Eddie-Elend-Show (Solo)
- 1982: Flammende Schmerzen (Solo)
- 1983: Ist Deutschland noch zu retten (Solo)
- 1983: John Boykotz Volkszählungsrevue (mit Horst Schroth und M. Batz)
- 1984: Spät und teuer (mit H. Schroth)
- 1984: Alfred on the rocks (mit Familie Schmidt)
- 1985: Konejung und das Grubenklangorchester (mit Musikern)
- 1985: Der Wunderbrunnen (Satirische Operette) mit Eckard Koltermann und Theo Jörgensmann
- 1986: Das unglaubliche Leben des George Villabour (Solo, Regie: Ulrich Waller)
- 1987: Die Volkzählungsrevue (neues Programm mit H. Schroth und M. Batz)
- 1987: Sex total (mit H. Schroth und M. Batz, Regie: U. Waller)
- 1988: Schwein sein! (Solo mit R. Glöder am Bass)
- 1989 Gnadenlos deutsch (mit H. Schroth, Regie: Ulrich Waller)
- 1990 Reichspolterabend 1 (mit H. Schroth, M. Beltz, H. Pachl & A. Rating)
- 1991 Alles meins! (mit H. Schroth, Regie: Ulrich Waller)
- 1992 Reichspolterabend 2 (s. o.)
- 1993 Terror, Spaß und Bürgerkrieg (kabarett. Musical)
- 1994 Reichspolterabend 3 (s. o.)
- 1995 Bitte einsteigen! (Solo mit R. Glöder am Bass)
- 1996 Das Original Alptraum Duo (Solo mit Reinhard Glöder am Bass)
- 1997 Feuer unterm Arsch (Solo, Regie: Mathias Repiscus)
- 2000 Echt abgefahren (Solo, Regie: Mathias Repiscus)
- 2002 Helden wie mir (Solo, Mitarbeit: Mathias Repiscus)

## Fernsehen (Auswahl)
- 1990 Gnadenlos deutsch Live-Übertragung des NDR
- 1992 Alles meins Aufzeichnung des NDR
- 1992 Spaß im Sport Moderation für den WDR
- 1992 Köln lacht Moderation mit H. Schroth für den WDR
- 1993 Reichspolterabend 2 Aufzeichnung des NDR
- 1993 RTL Late Night Show (mit T. Gottschalk)
- 1994 Terror, Spaß und Bürgerkrieg Live-Übertragung von 3sat
- 1994 Reichspolterabend 3 Aufzeichnung von Premiere
- 1994 Heimatabend (Red. Horst Kšnigstein)
- 1995 Balko (Gastrolle)
- 1997 Parkhotel Stern (Gastrolle)

## Spielfilm
- 1991 Superstau (Rolle des Commander, Regie M. Stelzer)

## Werke
- Horst Konejung (mit Illustrationen von Achim Konejung): Aufgeschnappt: ein Potpourri bissigen Humors. Frieling  Verlag, Berlin 2000, ISBN 3-8280-1033-4.
- Achim Konejung: 
  - You Enter Germany: Hürtgenwald – der lange Krieg am Westwall. Landpresse, Weilerswist 2007, ISBN 978-3-935221-90-0.
  - Das Rheinland und der Erste Weltkrieg: Aufmarschgebiet – Heimatfront – Besatzungszone. Regionalia Verlag, Rheinbach 2013, ISBN 978-3-939722-90-8. Zweite Auflage 2013, gleiche ISBN.
- Eifeler Unterwelten: Bergwerke - Tunnel - Bunker  (2018, ISBN  978-3955401962)
- Eifeler Unterwelten (2019, dritte Auflage, ISBN 978-3946328445)
- Fritten mit Napoleon Regionalia Verlag (2024) ISBN 978-3-95540-406-2)